# Chinese steppegazelle
De Chinese steppegazelle (Procapra przewalskii)  is een zoogdier uit de familie van de holhoornigen (Bovidae). De wetenschappelijke naam van de soort werd voor het eerst geldig gepubliceerd door Büchner in 1891.